# Реформы Павла I
Реформы Павла I — преобразования в государственной и общественной жизни, осуществлённые в период правления в России Павла I с 1796 по 1801 год.
К основным реформам Павла I относят:
- Реформа престолонаследия (1797) — которая вводила принцип первородства, то есть принцип наследования престола старшим сыном, что восстанавливало традиционную в Русском государстве практику, изменённую императором Петром в 1722 году[1].
- Реформа крепостничества (1797) — которая юридически ограничивала использование крестьянского труда в пользу двора, государства и помещиков тремя днями в течение каждой недели и запрещавший принуждать крестьян к работе в воскресные дни.
- Военная реформа (1796) — которая была призвана «навести порядок» в гвардии, армии и на флоте.
- Областная реформа (1796-1797) — которая преобразовывала наместничества в губернии, а также упраздняла ряд уездов.
- Денежная реформа (1796-1798) — которая была направлена на прекращение оборота бумажных денег и замену их монетами, с целью стабилизировать финансовую систему империи и уменьшить инфляцию.